# Шариське Богдановце
Шариське Богдановце (словац. Šarišské Bohdanovce) — село в окрузі Пряшів Пряшівського краю Словаччини. Площа села 9,36 км². Станом на 31 грудня 2016 року в селі проживало 843 жителі.
Протікає річка Ториса.

## Історія
Перші згадки про село датуються 1299 роком.

## Населення
| Рік:            | 1994. | 2004.   | 2014.    | 2024.    |
| --------------- | ----- | ------- | -------- | -------- |
| Кількість осіб: | 616   | 644     | 788      | 1024     |
| Різниця:        |       | +4,54 % | +22,36 % | +29,94 % |

| Рік:            | 2023. | 2024.   |
| --------------- | ----- | ------- |
| Кількість осіб: | 1017  | 1024    |
| Різниця:        |       | +0,68 % |